# Scabricola newcombii
Scabricola newcombii is een slakkensoort uit de familie van de Mitridae. De wetenschappelijke naam van de soort is voor het eerst geldig gepubliceerd in 1869 door Pease.